# Spanyolréti árok
Le Spanyolréti árok est un ruisseau de Hongrie. Il prend sa source à Spanyolrét, quartier de Budapest.